# Petri Varis
Petri Johannes Varis (ur. 13 maja 1969 w Varkaus) – fiński hokeista, reprezentant Finlandii, olimpijczyk.

## Kariera
- Karhu-Kissat (1987-1990)
  -  Karhu-Kissat U20 (1988)
- KooKoo (1990-1991)
- Ässät (1991-1993)
- Jokerit (1993-1997)
  -  Haukat (1997)
- Chicago Blackhawks (1997)
- Indianapolis Ice (1997-1998)
- Kölner Haie (1998-1999)
- Jokerit (1999-2001)
- ZSC Lions (2001-2002)
- GC Küsnacht Lions (2002-2003)
- Tappara (2003-2004)
- Jokerit (2004-2009)

Wychowanek klubu Karhu-Kissat. Wieloletni zawodnik Jokerit w lidze SM-liiga. Ponadto przez rok grał w USA (w NHL rozegrał jeden mecz, regularnie grał w lidze IHL), rok w niemieckiej DEL oraz dwa lata w szwajcarskich rozgrywkach NLA i NLB.
Uczestniczył w turniejach zimowych igrzysk olimpijskich 1994 oraz mistrzostw świata w 1997.

## Sukcesy i wyróżnienia
Reprezentacyjne
- Brązowy medal zimowych igrzysk olimpijskich: 1994

Klubowe
- Złoty medal mistrzostw Finlandii 1994, 1996, 1997 z Jokeritem
- Srebrny medal mistrzostw Finlandii: 1995, 2000, 2005, 2007 z Jokeritem
- Puchar Europy: 1995, 1996 z Jokeritem

Indywidualne
- I-divisioona 1988/1989:
  - Najlepszy debiutant sezonu
- SM-liiga 1991/1992:
  - Najlepszy debiutant sezonu (Trofeum Jarmo Wasamy)
- SM-liiga 1992/1993:
  - Dziesiąte miejsce w klasyfikacji kanadyjskiej w sezonie zasadniczym: 49 punktów
- SM-liiga 1994/1995:
  - Najlepszy zawodnik miesiąca - wrzesień 1994
- SM-liiga 1995/1996:[1]
  - Najlepszy zawodnik miesiąca - luty 1996
  - Drugie miejsce w klasyfikacji strzelców w sezonie zasadniczym: 28 goli[a]
  - Trzecie miejsce w klasyfikacji kanadyjskiej w sezonie zasadniczym: 56 punktów
  - Pierwsze miejsce w klasyfikacji +/- w sezonie zasadniczym (Trofeum Mattiego Keinonena)
  - Pierwsze miejsce w klasyfikacji strzelców w fazie play-off: 12 goli
  - Trzecie miejsce w klasyfikacji asystentów w fazie play-off: 7 asyst
  - Pierwsze miejsce w klasyfikacji kanadyjskiej w fazie play-off: 19 punktów
  - Najlepszy zawodnik w fazie play-off (Trofeum Jariego Kurri)
  - Skład gwiazd
- SM-liiga 1996/1997:[2]
  - Pierwsze miejsce w klasyfikacji strzelców w sezonie zasadniczym: 36 goli (Trofeum Aarnego Honkavaary)
  - Pierwsze miejsce w klasyfikacji kanadyjskiej w sezonie zasadniczym: 59 punktów (Trofeum Veliego-Pekki Ketoli)
  - Pierwsze miejsce w klasyfikacji strzelców w fazie play-off: 7 goli
  - Trzecie miejsce w klasyfikacji kanadyjskiej w fazie play-off: 11 punktów
  - Skład gwiazd
- Europejska Hokejowa Liga 1996/1997:
  - Pierwsze miejsce w klasyfikacji asystentów turnieju: 8 asyst
  - Pierwsze miejsce w klasyfikacji kanadyjskiej turnieju: 10 punktów
- SM-liiga 2000/2001:[3]
  - Trzecie miejsce w klasyfikacji strzelców w sezonie zasadniczym: 27 goli
  - Pierwsze miejsce w klasyfikacji asystentów w sezonie zasadniczym: 43 asysty
  - Pierwsze miejsce w klasyfikacji kanadyjskiej w sezonie zasadniczym: 70 punktów (Trofeum Veliego-Pekki Ketoli)

Rekordy
- Pierwsze miejsce w łącznej klasyfikacji strzelców w historii sezonów zasadniczych w ramach drużyny Jokeritu: 200 goli[4]
- Drugie miejsce w łącznej klasyfikacji asystentów w historii sezonów zasadniczych w ramach drużyny Jokeritu: 220 asyst
- Pierwsze miejsce w łącznej klasyfikacji kanadyjskiej w historii sezonów zasadniczych w ramach drużyny Jokeritu: 420 punktów
- Pierwsze miejsce w łącznej klasyfikacji liczby meczów w historii sezonów zasadniczych w ramach drużyny Jokeritu: 501 spotkań
- Pierwsze miejsce w łącznej klasyfikacji strzelców w historii fazy play-off w ramach drużyny Jokeritu: 35 goli[5]
- Trzecie miejsce w łącznej klasyfikacji asystentów w historii fazy play-off w ramach drużyny Jokeritu: 34 asysty
- Drugie miejsce w łącznej klasyfikacji kanadyjskiej w historii fazy play-off w ramach drużyny Jokeritu: 69 punktów
- Pierwsze miejsce w łącznej klasyfikacji liczby meczów w historii fazy play-off w ramach drużyny Jokeritu: 95 spotkań

Wyróżnienie
- Jego numer 23 został zastrzeżony dla zawodników klubu Jokerit[6]